# 西勝原第一発電所
西勝原第一発電所（にしかどはらだいいちはつでんしょ）は、福井県大野市西勝原にある北陸電力株式会社の水力発電所である。九頭竜川本川にある発電所の一つで、最大出力1万900キロワットにて運転されている。運転開始は1923年（大正12年）。

## 設備構成
西勝原第一発電所は導水路により落差を得て発電する水路式発電所である。最大使用水量11.13立方メートル毎秒・有効落差117.60メートルにより最大1万900キロワットを発電する。
取水地点は計5か所に及ぶ。うち主要取水設備は九頭竜川にあり、高さ（頂高）3.1メートル、長さ（頂長）90.51メートルの取水堰を設ける。取水口と発電所を結ぶ導水路は総延長6,402.4メートルで、その8割以上を占める無圧トンネルのほか開渠・暗渠・管路で構成される。沈砂池の設備もある。これらの導水路は九頭竜川左岸（西側）に位置する。また取水口と発電所の間の九頭竜川には仏原ダムがあるが、西勝原第一発電所とは無関係なダムである。
発電所上部水槽から水を落とす水圧鉄管は2条の設置で、その長さは259メートル。水車発電機も2組あり、水車は横軸単輪単流渦巻フランシス水車 (HF-1RS) を、発電機は容量5,770キロボルトアンペアのものを備える。周波数は60ヘルツを採用する。これら設備は1999年（平成11年）4月に改修されたものであり、水車は三菱重工業製、発電機は三菱電機製。発電所建屋は鉄筋コンクリート構造でありその面積は1,576.7平方メートルである。

## 歴史

### 白山水力による開発

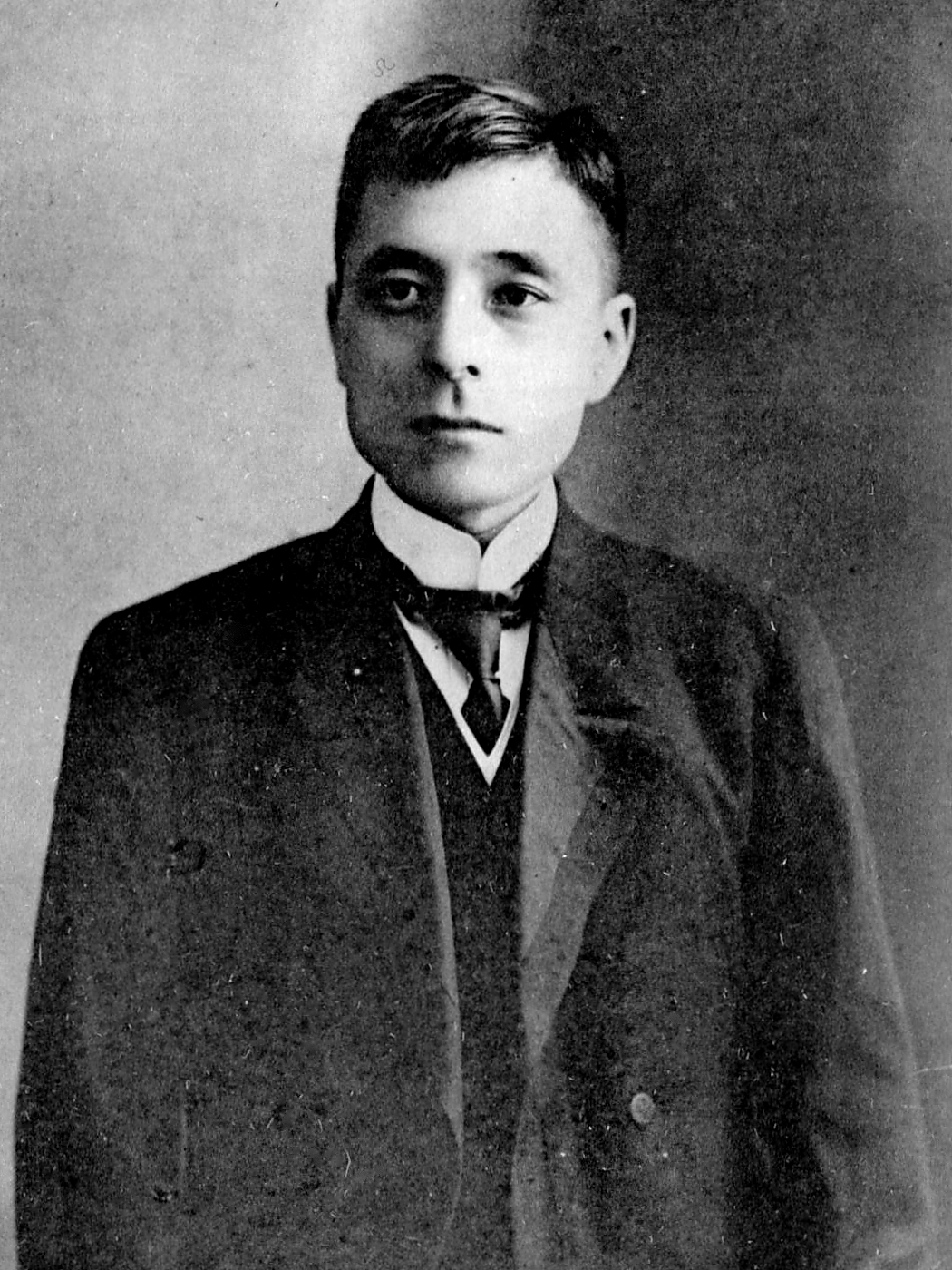
白山水力創業者の一人福澤桃介

西勝原第一発電所は1923年（大正12年）10月30日に運転を開始した。開発にあたったのは、九頭竜川水系ならびに手取川水系における水力開発を目的として1919年（大正8年）に設立された白山水力株式会社である。同社は昭和初期にかけて多くの電気事業にかかわった実業家福澤桃介が創業者に名を連ねる電力会社の一つにあたる。
運転開始当初の発電所出力は1万5,000キロワット。その後1927年（昭和2年）に2万キロワットに引き上げられた。出力2万キロワットであった当時の最大使用水量は22.4立方メートル毎秒、有効落差は116メートル。ボービング (Boving) 製横軸双輪フランシス水車4台とウェスティングハウス・エレクトリック製6,000キロボルトアンペア発電機4台を備えた。送電線は白山水力の自社線と他社線をあわせて岐阜県経由で愛知県まで伸ばされ、発生電力は主として中京地方に供給する東邦電力へと送電された。
西勝原第一発電所に関連して、1927年12月に「西勝原第二発電所」が運転を開始した。第一発電所建設に際して都合により利用されなかった放水路と九頭竜川本川の間の落差を利用する附属発電所であり、第一発電所放水路の溢流堤から溢流した放水を導水渠に導き、制水門を経てすぐに水車へ導水する、という形をとる。第二発電所の出力は当初640キロワット、のち800キロワット。出力800キロワットの段階での使用水量は22.4立方メートル毎秒、有効落差は5メートルであった。設備はボービング製縦軸カプラン水車とブラウン・ボベリ製800キロボルトアンペア発電機を各1台備えた。

### 運営会社の変遷
1933年（昭和8年）2月、白山水力が矢作水力に合併されたため、西勝原第一・第二両発電所も矢作水力へと引き継がれた。
その矢作水力は1941年（昭和16年）5月、逓信省より日本発送電株式会社法第4条に基づく国策電力会社日本発送電への電力設備の出資を命ぜられたが、その対象には西勝原第一発電所（出資命令では「西勝原発電所」）と西勝原第二発電所も含まれた。これにより同年10月1日、西勝原第一・第二両発電所は日本発送電へと引き継がれた。日本発送電では両発電所は一体化され、出力2万800キロワットの「西勝原第一発電所」として運転された（「西勝原第二発電所」の名は旧大同電力西勝原発電所が引き継いだ）。
次いで太平洋戦争後、1951年（昭和26年）5月1日実施の電気事業再編成では、出力2万800キロワットのまま北陸電力へ引き継がれ、北陸電力西勝原第一発電所となった。

### 一部廃止と改修
北陸電力時代の1969年（昭和44年）5月29日、西勝原第一発電所の出力は2万800キロワットから半分以下の1万キロワットに削減された。この変更は、上流側にて九頭竜ダム建設をはじめとする九頭竜川総合開発事業が実施されたことで、西勝原第一発電所にかかわる流域面積が大幅に縮小し河川流量がおよそ半分となったことによる。そのため旧第二発電所の5号機を含めて5台あった発電機のうち3・4・5号機が廃止され、発電機2台体制へと変わった。
建設以来使用された水圧鉄管や水車発電機など施設が老朽化したことから、北陸電力では1997年（平成9年）6月より西勝原第一発電所の全面改修工事に着手した。工事は翌年12月に竣工し、試験を経て発電所は1999年（平成11年）4月より営業運転を再開した。この際、使用水量は従前の11.13立方メートル毎秒に据え置かれたものの、水車発電機の効率増加と遊休落差の回収（有効落差は115.40メートルから117.60メートルへ）の2つにより発電所出力が1万900キロワットへと引き上げられている。